# Bifrenaria longicornis
Bifrenaria longicornis är en orkidéart som beskrevs av John Lindley. Bifrenaria longicornis ingår i släktet Bifrenaria och familjen orkidéer. Inga underarter finns listade i Catalogue of Life.

## Bildgalleri

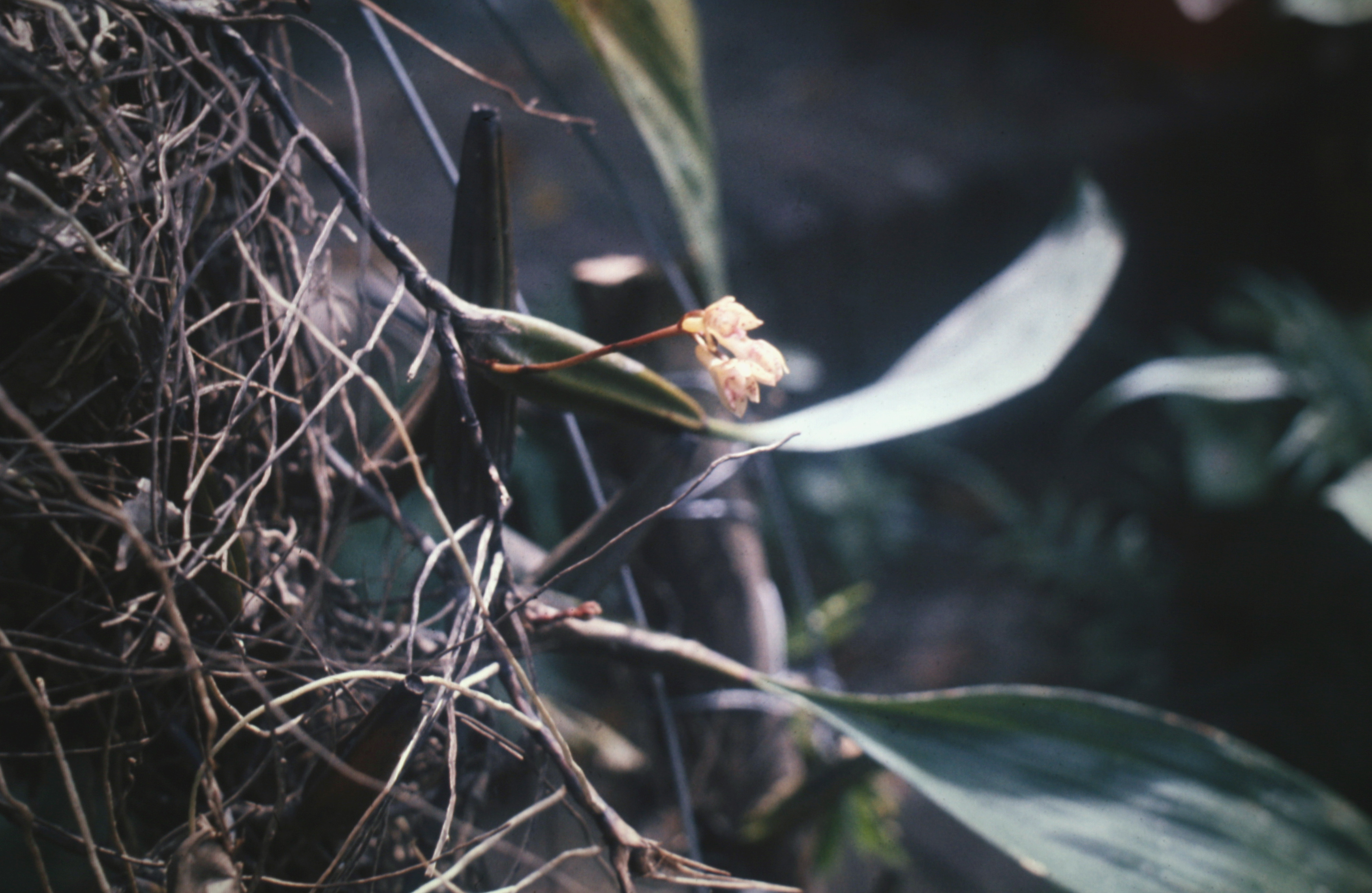
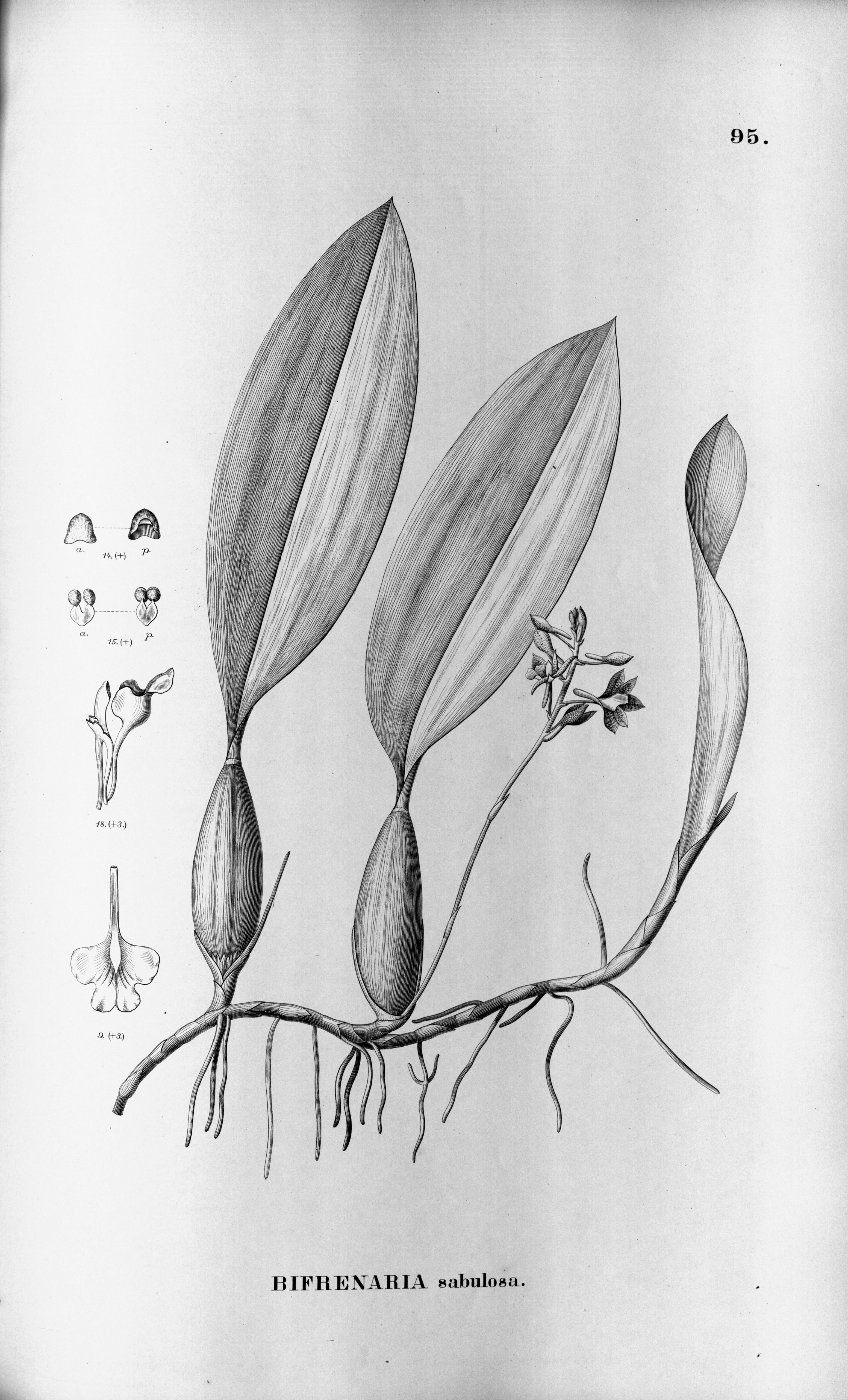